# Villard-Sallet
Villard-Sallet – miejscowość i gmina we Francji, w regionie Owernia-Rodan-Alpy, w departamencie Sabaudia.
Według danych na rok 1990 gminę zamieszkiwało 217 osób, a gęstość zaludnienia wynosiła 69 osób/km² (wśród 2880 gmin regionu Rodan-Alpy Villard-Sallet plasuje się na 1410. miejscu pod względem liczby ludności, natomiast pod względem powierzchni na miejscu 1638.).